# Windows XP Tablet PC Edition

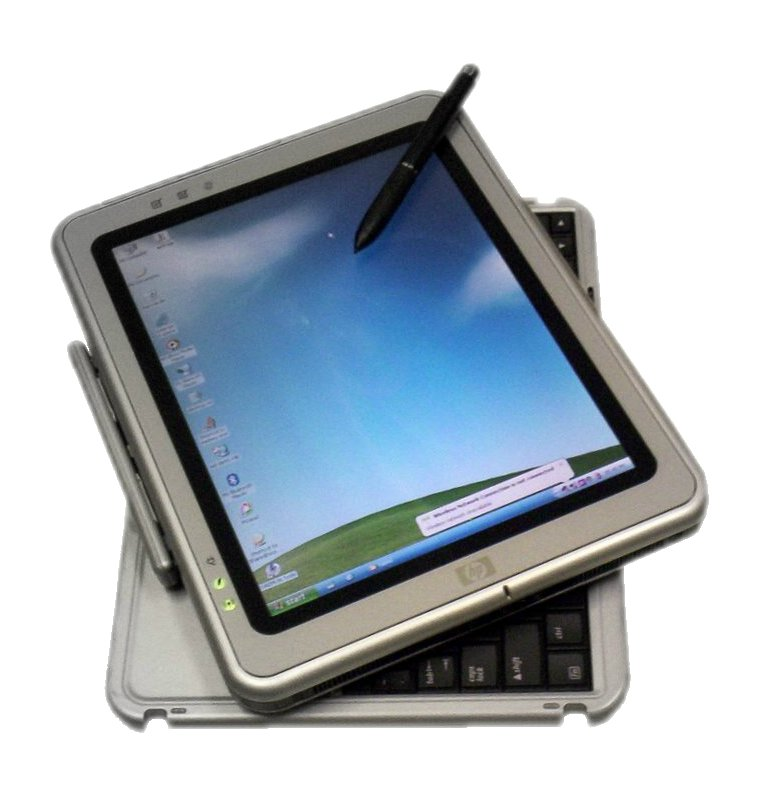
Een tablet-pc draaiend op Windows XP Tablet PC Edition

Windows XP Tablet PC Edition is een besturingssysteem gebaseerd op Windows XP Professional bedoeld voor tablet-pc's. Het is compatibel met een aanraakgevoelig scherm.
Handgeschreven notities zijn ondersteund, evenals de lay-out wijzigen door het draaien van het scherm. Oorspronkelijk kon het niet los verkocht worden van een tablet-pc, maar in augustus 2004 kwam het wereldwijd beschikbaar zonder kosten als deel van Service Pack 2 voor Windows XP.
Er waren twee uitgaven:
- Windows XP Tablet PC Edition – De oorspronkelijke versie uitgegeven in november 2002.
- Windows XP Tablet PC Edition 2005 – De versie van augustus 2004 (codenaam Lonestar) als deel van Windows XP Service Pack 2. Deze editie is beschikbaar als een service pack of als een nieuwe OEM-versie.

De versie van 2005 bracht verbeterde handgeschreven notities en een verbeterd invoerpaneel, waardoor het mogelijk werd om het bijna in elk programma te gebruiken. Het invoerpaneel was ook herzien om spraakherkenningstechnieken uit te breiden (invoer en correctie) naar andere programma's.

## Verschillen met XP Professional
In de tabletversie zijn er nog een aantal extra programma's meegeleverd:
- Tablet PC Input Panel
- Windows Journal
- Sticky Notes
- InkBall
- Energy Blue-thema